# Vimperk
Vimperk (en allemand : Winterberg) est une ville du district de Prachatice, dans la région de Bohême-du-Sud, en Tchéquie. Sa population s'élevait à 7 364 habitants en 2024.

## Géographie
Située dans l'est de la forêt de Bohême, à proximité de la frontière allemande, Vimperk est arrosée par la Volyňka, un affluent de l'Otava. Le centre-ville se trouve à 18 km à l'ouest-nord-ouest de Prachatice, à 53 km à l'ouest-nord-ouest de České Budějovice et à 124 km au sud-sud-ouest de Prague.

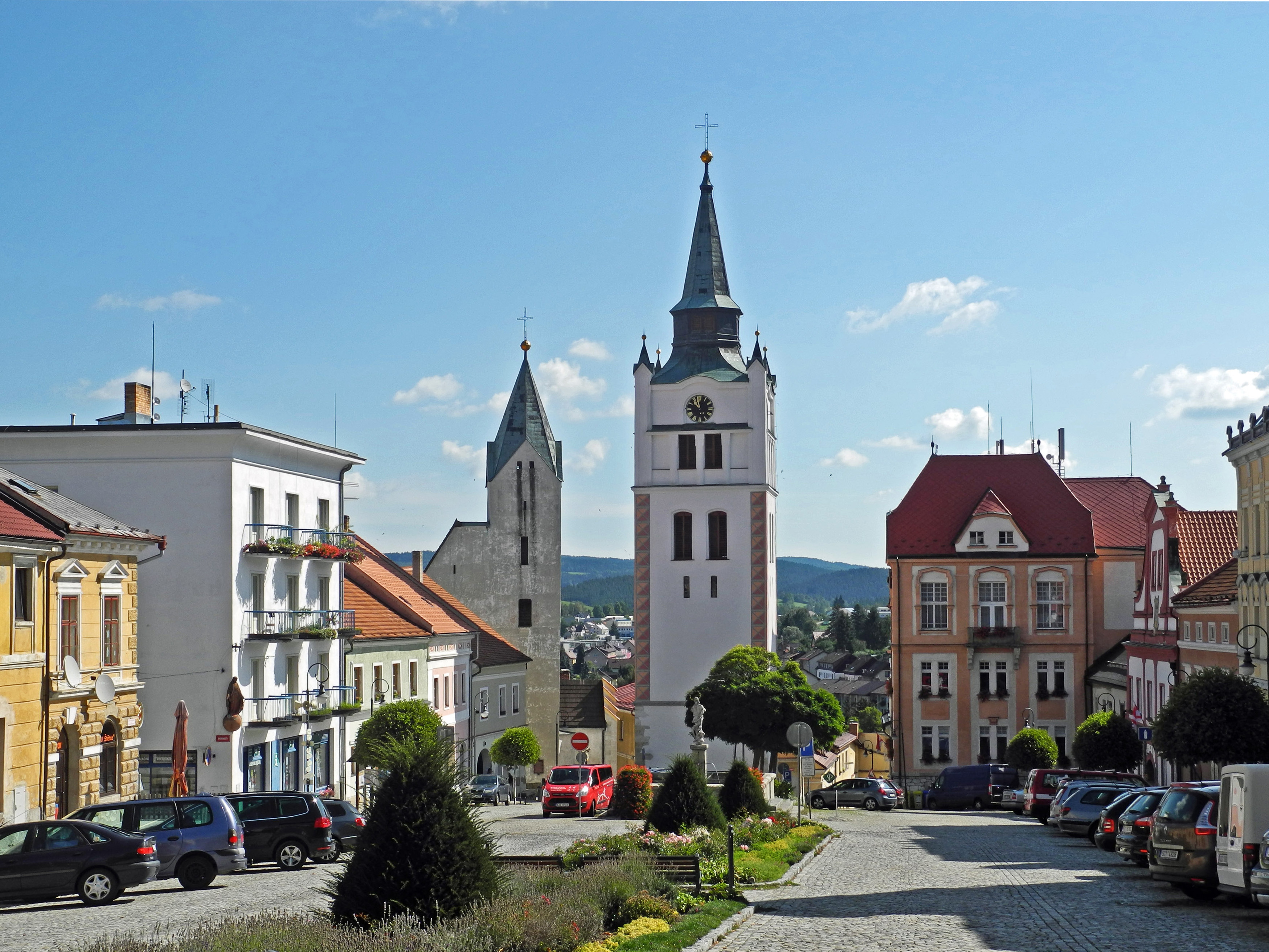
La place du Marché.

La commune est limitée par Čkyně au nord, par Bohumilice, Svatá Maří et Buk à l'est, par Kubova Huť et Horní Vltavice au sud, et par Borová Lada à l'ouest.

## Histoire
Au Moyen Âge, la région sauvage, densément boisée, était colonisée par des moines prémontrés de l'abbaye de Windberg en Bavière. La ville a été fondée dans les années 1251-1260, lorsque le roi Ottokar II de Bohême fit construire le château de Vimperk. À ce temps, Vimperk est le terminus d'un embranchement du « Sentier d'or », son dépôt de sel est très ancien. C'est dans ce sens que Vimperk est rivale de Prachatice, un différend opposa longtemps les deux villes

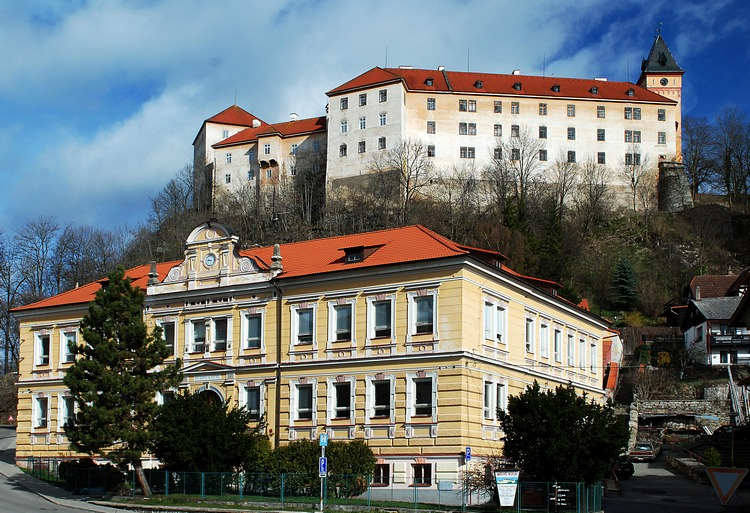
Le château de Vimperk.
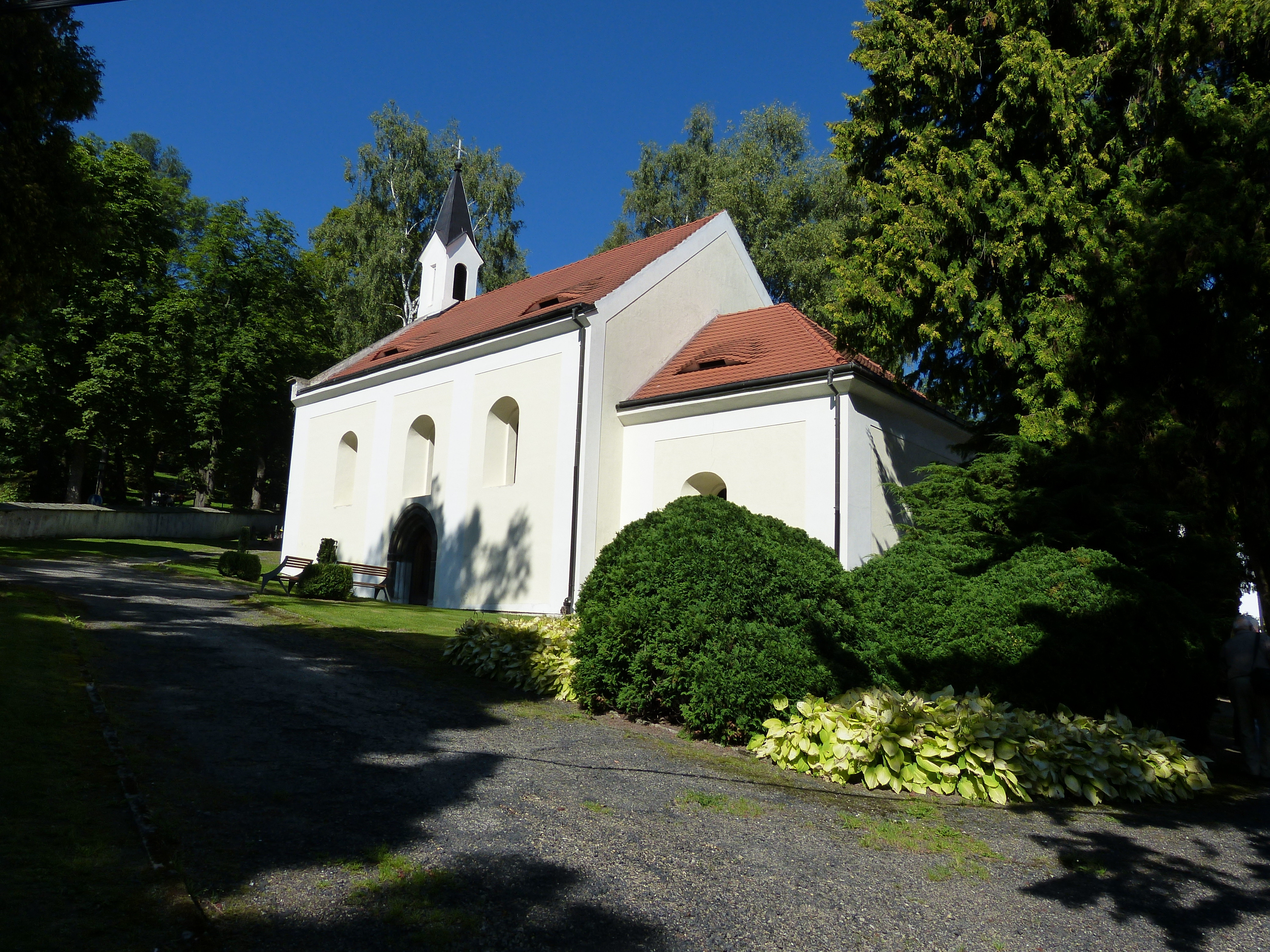
Église Saint-Barthélemy.

Avec les pays de la couronne de Bohême, la région faisait partie de la monarchie de Habsbourg à partir de 1526. Confisqué par le roi Ferdinand Ier après la bataille de Muehlberg en 1547, le domaine appartient plus tard aux possessions des Rosenberg et des Kolowrat qui firent reconstruire le château en style Renaissance de 1622 à 1624. Après les ravages de la guerre de Trente Ans, toutefois, les routes commerciales ont été réorientées vers Budějovice (Budweis) et les citoyens se consacraient à la fabrication du verre et à l'impression des livres. En 1698, Vimperk passa à la maison de Schwarzenberg.
Depuis la révolution de Velours, en 1989, l'économie de l'ancienne ville industrielle est basée, de plus en plus, sur le tourisme.

## Administration
La commune se compose de 22 sections :
- Arnoštka
- Bořanovice
- Boubská
- Cejsice
- Hrabice
- Klášterec
- Korkusova Huť
- Křesanov
- Lipka
- Michlova Huť
- Modlenice
- Pravětín
- Skláře
- Solná Lhota
- Sudslavice
- U Sloupů
- Veselka
- Vimperk I
- Vimperk II
- Vimperk III
- Vnarovy
- Výškovice

## Transports
Par la route, Vimperk se trouve à 23 km de Prachatice, à 31 km de Strakonice, à 60 km de Ceské Budejovice et à 161 km de Prague.

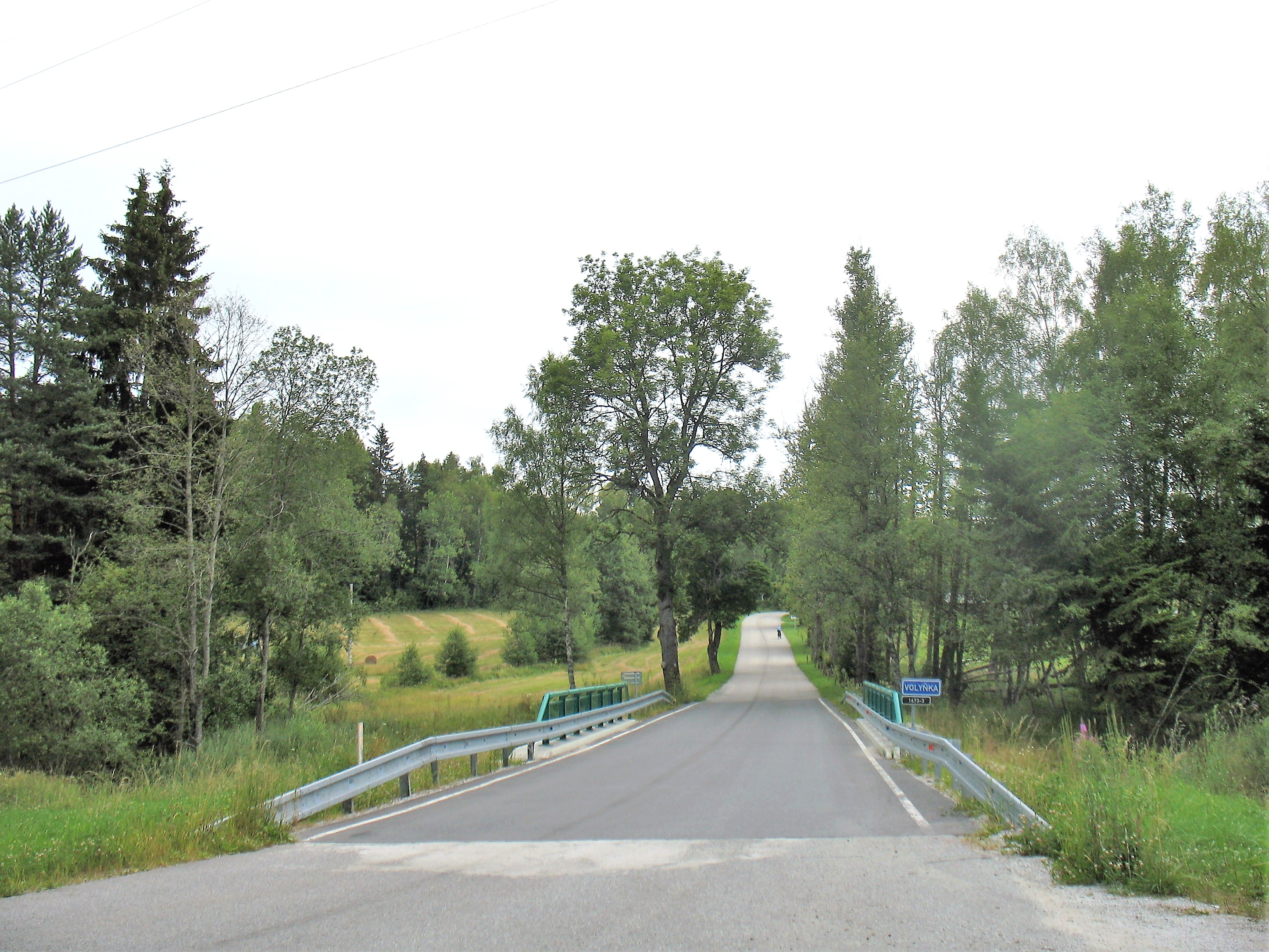
Route III/1673 à Lipka.
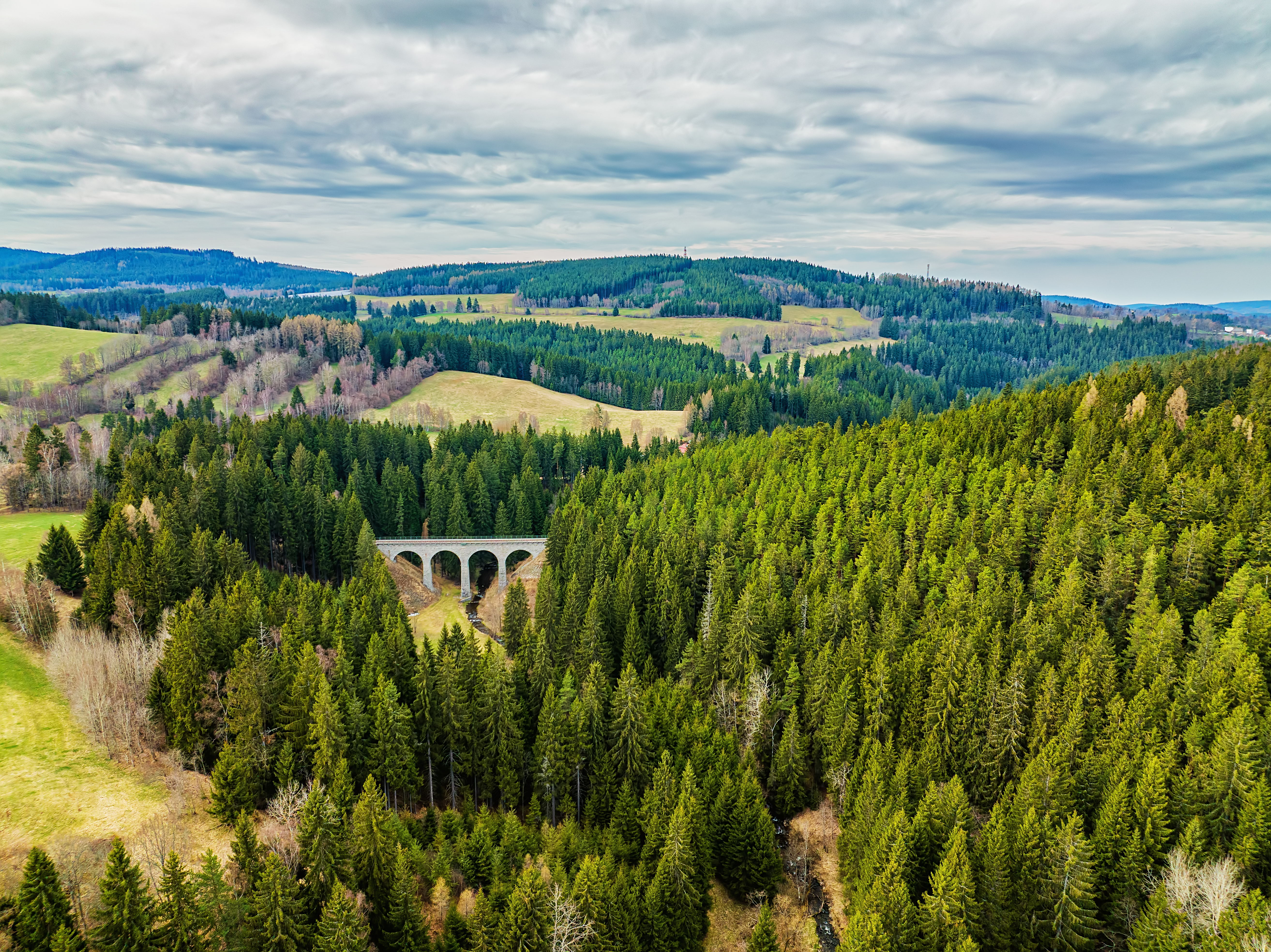
Viaduc ferroviaire de Klášterecký.
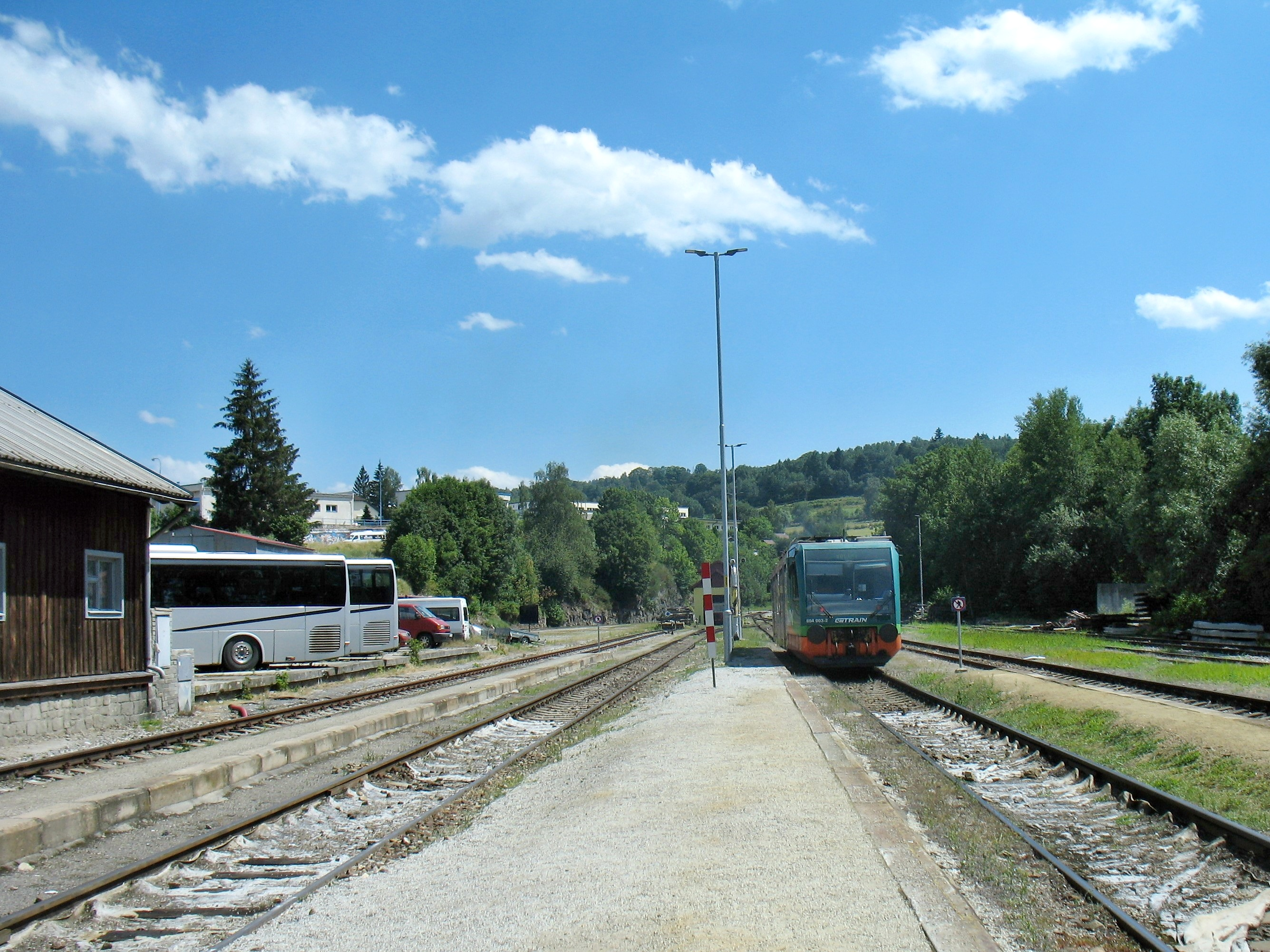
Gare ferroviaire.

## Jumelages
La ville de Vimperk est jumelée avec :
- Freyung (Allemagne) depuis 2003

## Personnalités
- Tereza Němcová (née en 1987), cycliste.